# Rejon aksubajewski
Rejon aksubajewski (ros. Аксубаевский район, tatar. Aqsubay Rayonı) - rejon w należącej do Rosji autonomicznej republiki Tatarstanu.
Rejon leży w południowej części kraju i ma powierzchnię 1436,2 km².
Ośrodkiem administracyjnym rejonu jest osiedle typu miejskiego Aksubajewo. Oprócz niego na terenie tej jednostki podziału terytorialnego znajduje się 20 wsi.